# Trang phục trong commedia dell'arte

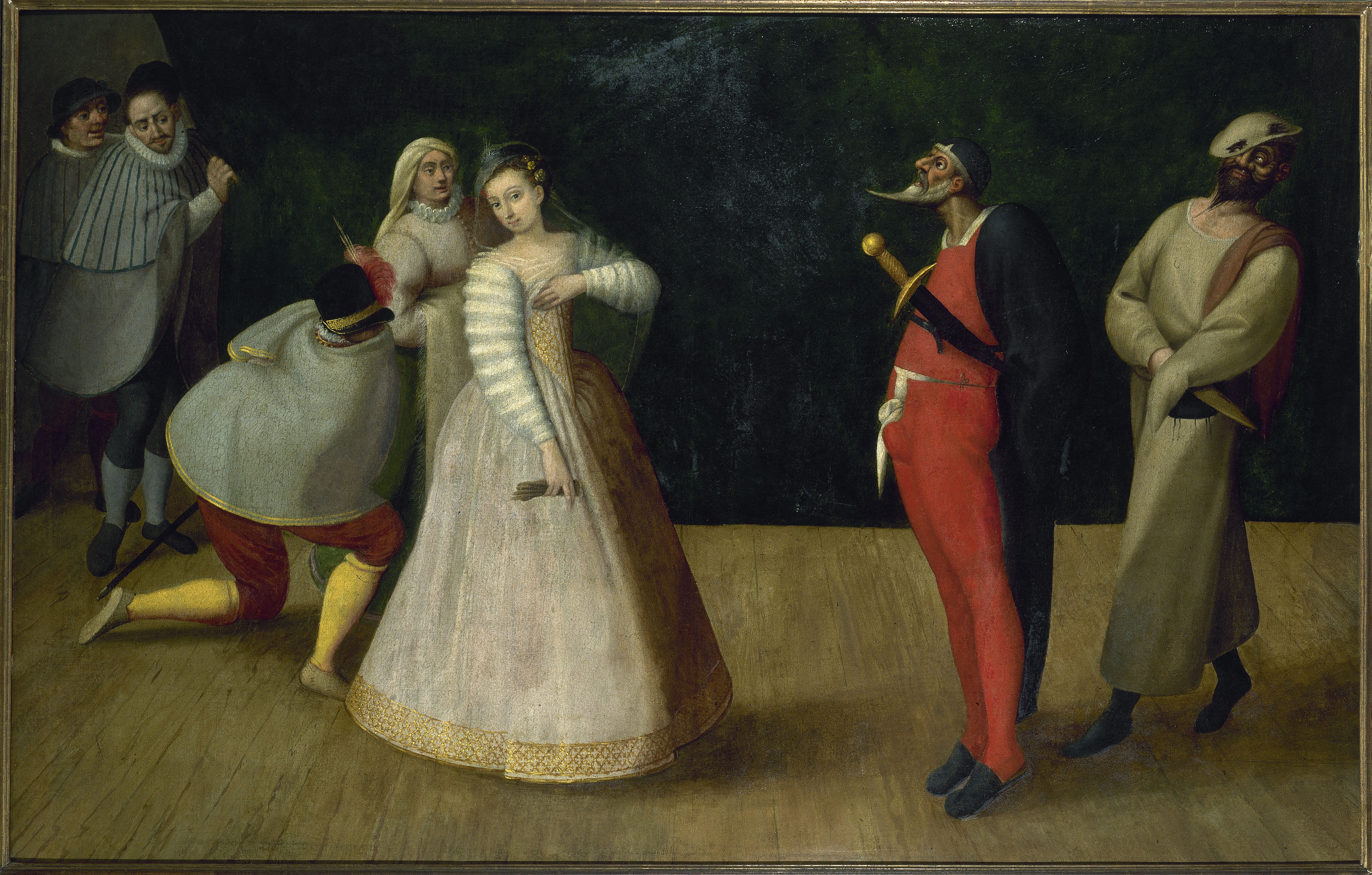
Pantalone, thứ hai từ phải sang.

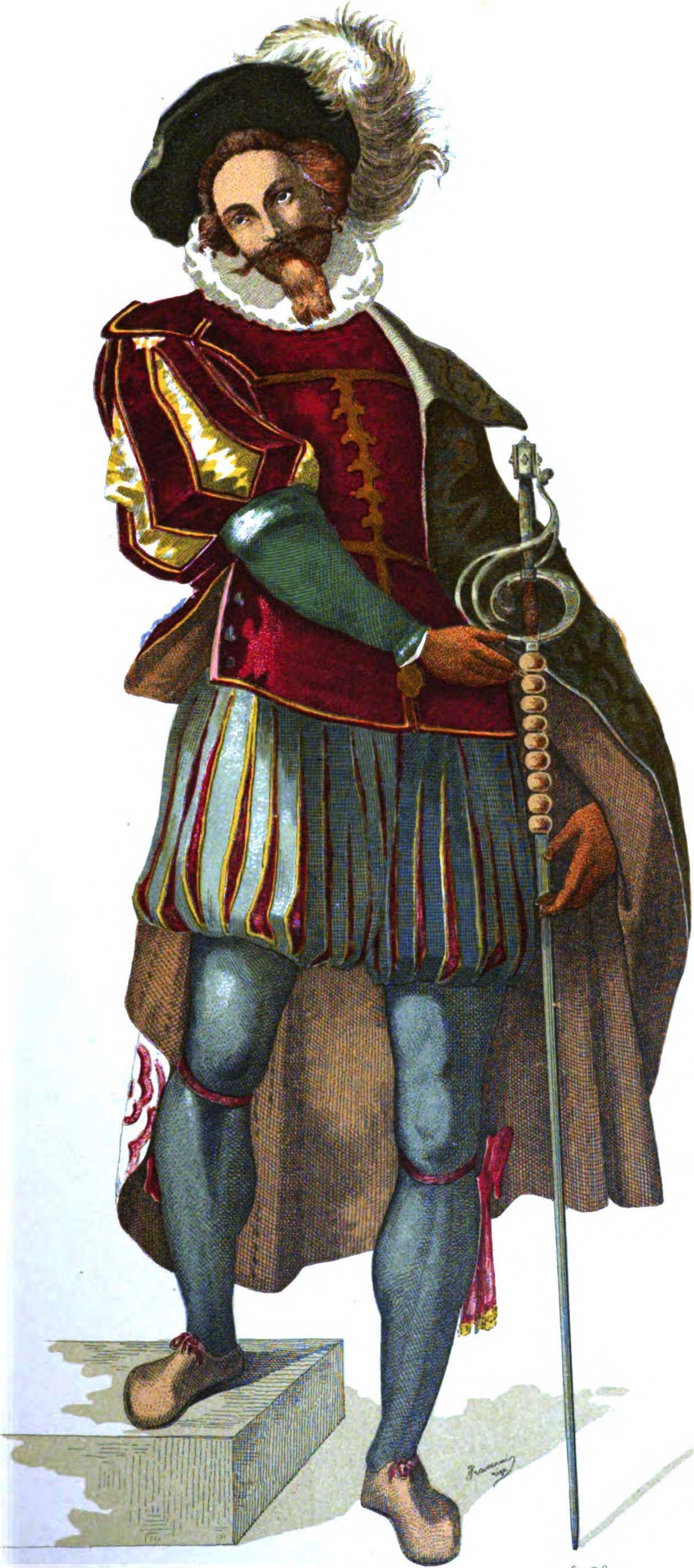
Il Capitano

Mỗi nhân vật trong Commedia dell'arte đều khác biệt rõ ràng và được xác định bởi cách cư xử, hành động, mặt nạ và trang phục. Những bộ trang phục này thể hiện địa vị xã hội và xuất thân của họ.
Pantalone thường mặc quần đỏ bó sát và áo sơ mi phù hợp, áo choàng dài màu đen, giày mũi nhọn màu đen hoặc đỏ và thắt lưng có gắn ví. Pantalone cũng mang theo một con dao kèm khăn tay và đeo kính. Chiếc mũ của ông gần với đầu và không có vành - rất giống một chiếc mũ chỏm.
Il Dottore, quần áo ông mặc gần như hoàn toàn bằng màu đen - giày, quần, áo sơ mi, áo choàng, thắt lưng và mũ - chỉ bị đứt bởi một chiếc khăn tay màu trắng, cổ áo xù và cổ tay màu trắng, hoặc có thể là tất trắng. Chiếc quần dài đến đầu gối cũng như chiếc áo choàng hoàn toàn nổi bật, giống như một chiếc váy với váy lót. Chiếc mũ của anh ấy có thể nhỏ và trông giống như một chiếc mũ chỏm, hoặc lớn hơn và mềm hơn với vành rộng.
Il Capitano không có quy định cố định về trang phục, nhưng có một chủ đề trang phục nhất quán. Anh mặc bộ đồ lính hiện tại của nước ngoài. Đôi khi quần áo của ông bị làm rách ra để chứng tỏ rằng ông đã từng ra trận. Chiếc mũ rất cũ và thường có những chiếc lông vũ lớn nhô ra. Những dải ruy băng và những chiếc cúc áo sáng bóng thường làm lộn xộn quần áo ông. Ông luôn mang theo một thanh kiếm, và vào thế kỷ XVII, thanh kiếm đã đổi thành súng. Trang phục của Il Capitano cũng bao gồm một chiếc áo khoác hoặc áo choàng, mà ông ta có thể tung ra trong một khoảnh khắc giận dữ hoặc đam mê.
Innamorati mặc bất cứ thứ gì là thời trang mới nhất. Họ trang điểm rất nhiều và rất cầu kỳ để phù hợp với những bộ trang phục xa hoa, lộng lẫy. Và đặc biệt là họ không bao giờ đeo mặt nạ.
Pulcinella Lúc nào cũng mặc quần và áo sơ mi rộng thùng thình màu trắng, trên áo sơ mi có hàng cúc lớn, bên dưới may một mảnh khiến bụng của ông phình ra rất lớn. Quần áo được neo bằng một chiếc thắt lưng dây thừng, có treo một con dao găm và ví. Đôi khi người ta đã sử dụng một miếng chống gù lưng. Ông cũng đeo một chiếc mặt nạ có hình một chiếc mũi lớn, đôi khi bị gãy. Chiếc mũ ấy ngắn và bông xù.

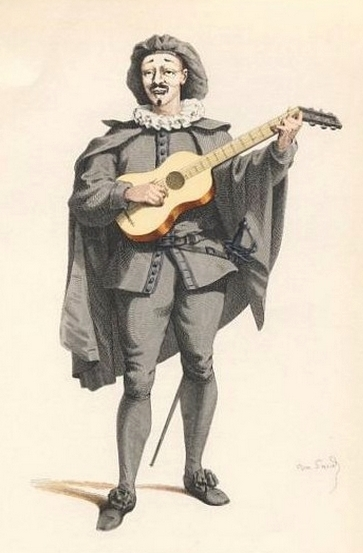
Scaramouche

Harlequin's trang phục đã thay đổi theo thời gian. Lúc đầu, vào giữa thế kỷ 16, quần áo của ông có màu sáng và rộng thùng thình, với các mảng màu đỏ, vàng và xanh lá cây không có hoa văn cụ thể. Tóc trên khuôn mặt cho thấy một người đàn ông trẻ hơn trong vài năm, nhưng sau đó bộ râu đầy đặn hơn đã được thay đổi. Ông mang chiếc mặt nạ đen và một chiếc mũ trắng lông vũ. Khoảng một trăm năm sau, trang phục đặc trưng của ông đã thay đổi để bao gồm các sọc trắng và kim cương màu, hoặc hình tam giác thay vì các miếng vá. Trong 200 năm tiếp theo, bộ quần áo chật hơn và thắt lưng đen được thêm vào và ông đội một chiếc mũ có hai chóp, và quần áo có rất nhiều thứ lấp lánh. Đến thế kỷ 20, tất cả những thứ lấp lánh, những đường viền cổ áo và những chiếc mũ lớn lạ mắt đã không còn nữa. Arlecchino đội một chiếc mũ rất nhỏ, chiếc mặt nạ đôi khi được đổi lấy một viên kim cương vẽ trên mặt, và mẫu trang phục họa tiết kim cương với một chiếc nơ nhỏ hoặc cổ áo.
Brighella mặc một bộ đồ của người hầu bằng vải trắng thô, được trang trí bằng màu xanh lá cây ở hai bên quần và xuống phía trước áo sơ mi dài. Mặt nạ của ông có mũi móc, râu và ria mép. Con dao găm cùng chiếc túi được đeo ở thắt lưng.
Coviello có một chiếc mặt nạ màu be nhạt hơn với chiếc mũi lớn và trang phục màu trắng của ông có gắn chuông.
Mezzetino mặc quần áo của người hầu có sọc đỏ, nhưng không có mặt nạ của người hầu bình thường.
Zanni là người hầu chính, người mặc quần rộng và áo sơ mi có mũ trùm đầu.
Scapino mặc trang phục có sọc trắng và xanh lá cây, và đeo mặt nạ có mũi móc và bộ râu nhọn.
Pierrot had loose white clothing, with a large matching collar. He painted his face white instead of wearing a mask.có quần áo rộng rãi màu trắng, với cổ áo lớn phù hợp. Anh ta sơn mặt trắng bệch thay vì đeo mặt nạ.
Pedrolino's trang phục về cơ bản giống như của Pierrot - màu trắng, cúc to, mũ ngắn và khuôn mặt trắng - nhưng nó quá lớn so với anh ta và tay áo che mất tay anh ta, để nhấn mạnh rằng Pedrolino là một người nhỏ bé.
Peppe Nappa giống quần áo của Pierrot, nhưng mặc chúng bằng màu xanh lam thay vì màu trắng.
Trang phục của Columbina dựa theo chủ nhân hiện tại của cô ấy, nhưng có tạp dề. Cô ấy không đeo mặt nạ mà thay vào đó là một chiếc mũ lưỡi trai, và váy của cô ấy có nhiều màu sắc khác nhau.
Scaramouche mặc quần áo đen không đeo mặt nạ. Lông mày lệch và khuôn mặt đắp bột đi kèm với bộ ria mép đen lớn. Ông có cổ áo sơ mi trắng xếp nếp và một chiếc mũ rộng lớn buông thõng xuống cổ..
Tartaglia đội một chiếc mũ đen và đeo kính rất dày.
Rosetta là người giúp việc hoặc vợ của Pulcinella, người mặc một chiếc váy với những miếng vá, giống như Arlechino thời kỳ đầu.
Trivelino là một Zanni ăn mặc theo phong cách Arlecchino.